# Giandomenico Paracciani
Giandomenico Paracciani (ur. 4 sierpnia 1646 w Rzymie, zm. 9 maja 1721 tamże) – włoski kardynał.

## Życiorys
Urodził się 4 sierpnia 1646 roku w Rzymie, jako syn Bernardina Paraccianiego i Cecilii Melnagoli. Po wstąpieniu do Kurii Rzymskiej został referendarzem Najwyższego Trybunału Sygnatury Apostolskiej, protonotariuszem apostolskim, relatorem Świętej Konsulty i kanonikiem kapituły katedralnej bazyliki watykańskiej. 17 maja 1706 roku został kreowany kardynałem prezbiterem i otrzymał kościół tytularny S. Anastasiae. W latach 1713–1714 był kamerlingiem Kolegium Kardynałów. 9 lipca 1714 roku został wybrany biskupem Senigallii, a 18 listopada przyjął sakrę. Trzy lata później zrezygnował z zarządzania diecezją i został wikariuszem generalnym Rzymu oraz prefektem Kongregacji ds. Biskupów i Zakonników. Zmarł dzień po zakończeniu konklawe 1721 – 9 maja 1721 roku w Rzymie.